# Діловий центр (станція метро, Велика кільцева лінія)
55°44′56″ пн. ш. 37°32′21″ сх. д. / 55.74889° пн. ш. 37.53917° сх. д.
Діловий центр (рос. Деловой центр) — станція Великої кільцевої лінії Московського метрополітену. Відкрита 26 лютого 2018 у складі черги «Діловий центр» — «Петровський парк».
Через спільну експлуатацію Солнцевского радіусу і першої черги Великої кільцевої лінії за 2 дні до відкриття станції відбулося закриття однойменної станції Солнцевської лінії до введення пошерсного з'їзду за нею для організації обороту складів за стандартною схемою. З 12 грудня 2020 року спільна експлуатація ліній припинена.

## Конструкція
Колонна трипрогінна станція мілкого закладення (глибина закладення — 30 м) з острівною платформою. Побудована за індивідуальним проектом відкритим способом з монолітного залізобетону. На станції застосовані віброплити, через що знижено навантаження на платформну частина і не передається вібрація на конструкції торгово-розважального центру «Афімолл» комплексу «Москва-Сіті».
Станція є частиною єдиного комплексу з 3 розташованих паралельно одна одній станцій, сполучених пішохідною галереєю.

## Колійний розвиток
Станція має колійний розвиток — 3-стрілочний оборотний тупик з боку станції «Шелепиха» і 3-стрілочний оборотний тупик у кінці лінії.
Перший час оборот потягів будуть здійснювати через перший тупик з 3 змінами напрямку руху. Після закінчення будівництва другого тупика — через нього.

## Назва
Названа по Московському міжнародному діловому центру (ММДЦ) «Москва-Сіті», у Центральному ядрі якого розташовано станційний комплекс.

## Пересадки та вестибюлі
Станція має два виходи: західний вестибюль з входом і виходом пасажирів на територію торгово-розважального центру «Афімолл». 
- Метростанцію  «Виставкова»
- Метростанцію  «Діловий центр»
- Станцію МЦД-1  «Тестовська»
- А: с344

## Оздоблення
Оздоблення має відсилання до дизайну центру «Москва-Сіті», частиною якого є станція. Колони і стелю оздоблено металом, огорожі балконів і вітражі зроблені зі скла. На стелі встановлені панелі блакитного кольору, що символізують наявність пересадки на Філівську лінію.